# Pius Grabher
Pius Grabher (* 11. August 1993 in Lustenau) ist ein österreichischer Fußballspieler.

## Karriere
Grabher begann seine Karriere beim SC Austria Lustenau. Sein Profidebüt gab er am 30. Spieltag 2011/12 gegen den SCR Altach. 2014 wechselte er in die Schweiz zum FC St. Gallen. Nachdem er dort nur für die Zweitmannschaft gespielt hatte, kehrte er bereits nach einem Jahr nach Lustenau zurück.
Zur Saison 2017/18 wechselte er zum Ligakonkurrenten SV Ried, bei dem er einen bis Juni 2020 gültigen Vertrag erhielt. Nach zwei Saisonen bei Ried wechselte er zur Saison 2019/20 ein drittes Mal zu Austria Lustenau.